# Белло (лунный кратер)
Кратер Белло (лат. Bellot) — ударный кратер на юго-западной границе Моря Изобилия на видимой стороне Луны. Название дано в честь французского исследователя Арктики Жозефа Рене Белло (1826—1853) и утверждено Международным астрономическим союзом в 1935 г.

## Описание кратера
Ближайшими соседями кратера являются кратер Магеллан на западе; кратер Гоклений на северо-западе; кратер Крозье на востоке-юго-востоке; кратер Мак-Клюр на юго-востоке; кратер Кук на юге; кратер Колумб на юго-западе. Селенографические координаты центра кратера — 12°29′ ю. ш. 48°11′ в. д. / 12,48° ю. ш. 48,19° в. д., диаметр — 17,5 км, глубина — 3,12 км.
Кратер имеет чашеобразную форму с небольшим участком плоского дна чаши. Высота вала над окружающей местностью составляет 730 м. По морфологическим признакам кратер относится к типу BIO (по названию типичного представителя этого класса — кратера Био). Внутренний склон кратера имеет альбедо выше, чем окружающая местность.
Кратер имеет систему ярких лучей и включен в список кратеров с яркой системой лучей Ассоциации лунной и планетарной астрономии (ALPO). На востоке от кратера лучи отсутствуют, что свидетельствует о том, что импакт, породивший кратер, произошел под низким углом и в западном направлении.
В кратере зарегистрированы термальные аномалии во время лунных затмений. Это явление объясняется небольшим возрастом кратера и отсутствием достаточного слоя реголита, оказывающего термоизолирующее действие. Явление характерно для большинства молодых кратеров.

## Сателлитные кратеры
| Белло | Координаты                                            | Диаметр, км |
| ----- | ----------------------------------------------------- | ----------- |
| A     | 13°11′ ю. ш. 47°37′ в. д. / 13,19° ю. ш. 47,62° в. д. | 8,5         |
| B     | 13°33′ ю. ш. 47°43′ в. д. / 13,55° ю. ш. 47,72° в. д. | 7,1         |